# Daniel Barone
Daniel Barone (Buenos Aires; 21 de agosto de 1965) es un director de cine y televisión argentino. Reconocido director de los unitarios de Pol-ka Producciones; ganador de Premios Martín Fierro, Clarín y Konex, entre otros.

## Biografía
Estudió Artes dramáticas en la escuela de Raúl Serrano, desde 1985 hasta 1989.
Después de dirigir varias obras teatrales en Buenos Aires y en Santiago de Chile, estudió cine en la escuela de la Embajada de la Unión Soviética en Argentina.
En la Bienal de Arte Joven de 1991, obtuvo una mención especial de Ciencias de la Comunicación para su programa radial "Encrucijada". A partir de allí se desarrolló como asistente de dirección en distintos largometrajes y cortometrajes de cine independiente.
Su primer trabajo en televisión fue en 1995 cuando dirigió la segunda unidad de Poliladron, unitario semanal de El Trece.

## Filmografía
Director
- Cohen vs. Rosi (1998)
- Alma mía (1999)
- El día que me amen (2003)

Co-dirección
- Comodines (1997)

## Televisión
- Poliladron (Director: Unidad II)
- Ilusiones (compartidas) (2001) (Asistente de dirección: Unidad II)
- Son amores (2002) (Director: Unidad II)

Director
- Verdad consecuencia (1996)
- R.R.D.T. (1997-1998)
- Vulnerables (1999-2000)
- Primicias (2000)
- Culpables (2001)
- Locas de amor (2004)
- Hombres de honor (2005)
- Mujeres asesinas (2005-2008)
- Epitafios II (2008)
- Tratame bien (2009)
- Para vestir santos (2010)
- El puntero (2011)
- Tiempos compulsivos (2012)
- Farsantes (2013)
- Guapas (2014-2015)
- Noche y día (2015)
- Signos (2015)
- Silencios de familia (2016)
- El maestro (2017)
- El lobista (2018)
- Otros pecados (2018)
- El Tigre Verón (2019)
- La boda de tus sueños (2021)

Guionista
- Mujeres asesinas (Episodio: "Mara, alucinada")

## Premios

### Premios Martín Fierro
| Año  | Serie              | Resultado | Categoría             |
| ---- | ------------------ | --------- | --------------------- |
| 2001 | Culpables          | Nominado  | Mejor director        |
| 2001 | Culpables          | Ganador   | Martín Fierro de Oro1 |
| 2002 | Son amores         | Nominado  | Mejor director        |
| 2004 | Locas de amor      | Ganador   | Mejor director        |
| 2005 | Mujeres asesinas   | Ganador   | Mejor director2       |
| 2005 | Mujeres asesinas   | Ganador   | Martín Fierro de Oro1 |
| 2009 | Tratame bien       | Ganador   | Mejor director        |
| 2009 | Tratame bien       | Ganador   | Martín Fierro de Oro1 |
| 2010 | Para vestir santos | Ganador   | Mejor director        |
| 2010 | Para vestir santos | Ganador   | Martín Fierro de Oro1 |
| 2011 | El puntero         | Nominado  | Mejor director        |
| 2011 | El puntero         | Ganador   | Martín Fierro de Oro1 |

1 Compartido con Pol-ka Producciones

2 Compartido con Jorge Nisco

### Otros premios
- Premio Konex (Diploma al mérito - 2001): Mejor director de la década en televisión 1991-2000.[1]
- Premios Clarín 2009: Mejor dirección (Tratame bien).[2]
- Premio Konex de Platino (2011): Mejor director de la década en televisión 2001-2010.[1]
- Premios Tato 2013 (Farsantes).[3]
- Premio Konex (Diploma al mérito - 2021): Mejor director de la década en televisión 2011-2020.[1]